# Phytometra purpurina
Phytometra purpurina là một loài bướm đêm trong họ Erebidae.